# Piper stomachicum
Piper stomachicum är en pepparväxtart som beskrevs av C. Dc.. Piper stomachicum ingår i släktet Piper och familjen pepparväxter. Inga underarter finns listade i Catalogue of Life.